# Haiti nos Jogos Paralímpicos
O Haiti participou pela primeira vez dos Jogos Paralímpicos em 2008, e enviou atletas para competirem em todos os Jogos Paralímpicos de Verão desde então. Por outro lado, o país nunca participou de uma edição dos Jogos Paralímpicos de Inverno.